# Chełmek
Chełmek é um município da Polônia, na voivodia da Pequena Polônia e no condado de Oświęcim. Estende-se por uma área de 8,27 km², com 9 150 habitantes, segundo os censos de 2016, com uma densidade de 1106,4 hab/km².